# Коцебу, Отто Евстафьевич
О́тто Евста́фьевич Коцебу́ (нем. Otto von Kotzebue, 18 [30] декабря 1787, Ревель, Ревельское наместничество Российской империи — 3 [15] февраля 1846, Ревель, Эстляндская губерния Российской империи) — русский мореплаватель.

## Биография
Отец — писатель и драматург Август Фридрих Фердинанд фон Коцебу (1761—1819). Мать — Фредерика Юлия Эссен, умерла рано. Мачеха — Кристина фон Крузенштерн, сестра Ивана Фёдоровича Крузенштерна. Немецкая фамилия указывает на западнославянские корни его предков из Западной Пруссии (см. кашубы).
В восьмилетнем возрасте Отто Коцебу был отправлен в Морской кадетский корпус.

### Первое кругосветное плавание
В 15 лет в качестве юнги-добровольца стал участником первого кругосветного плавания (с 1803 по 1806 годы) на парусном шлюпе «Надежда» под командованием Ивана Фёдоровича Крузенштерна.

### Второе кругосветное плавание
Второй раз отправился в путешествие вокруг света с 1815 по 1818 год на бриге «Рюрик». Открыл в Тихом океане 399 островов и к юго-востоку от Берингова пролива — залив Коцебу, а в январе 1817 года — архипелаг Румянцева.

### Третье кругосветное плавание

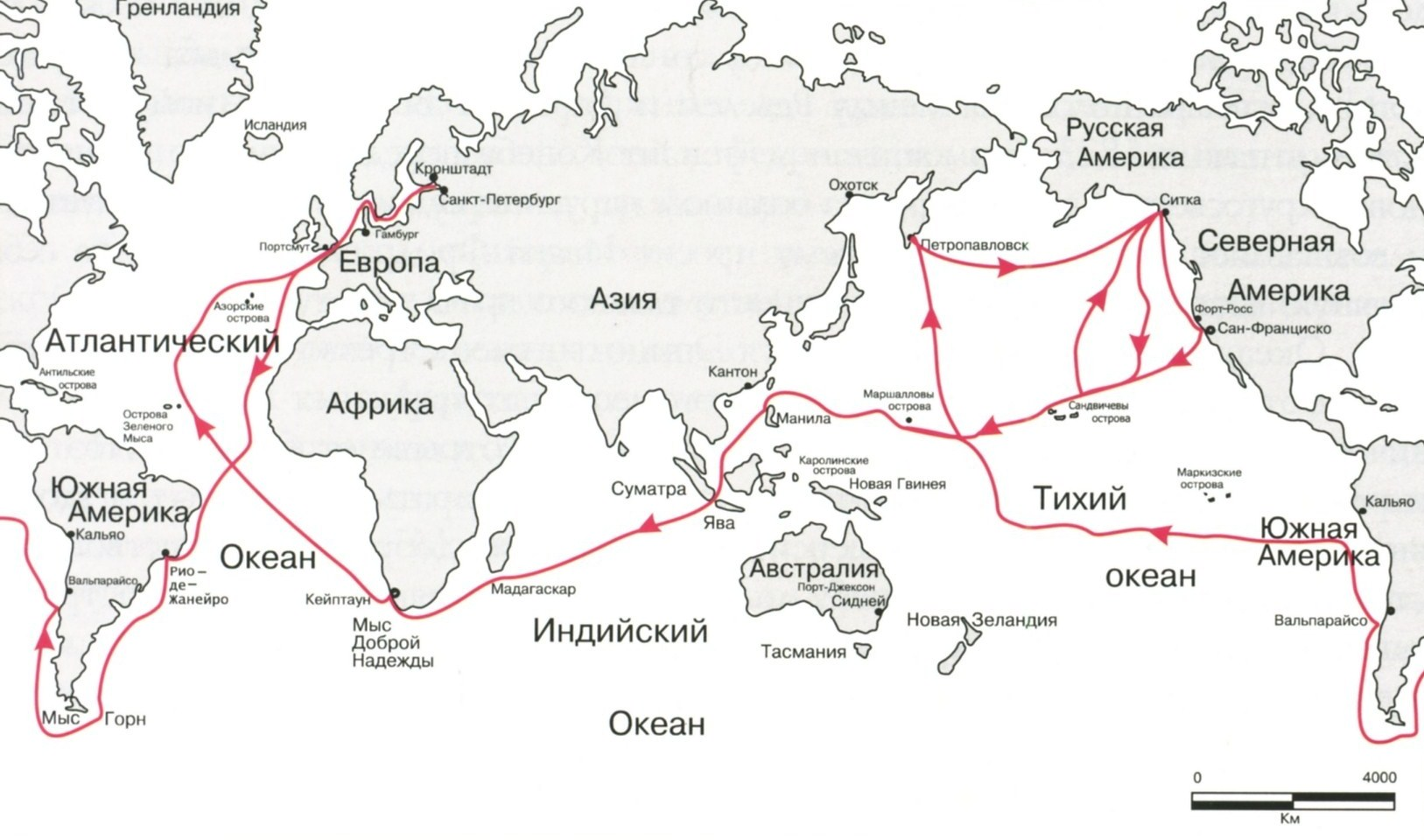
Карта плаваний О. Е. Коцебу

В январе 1823 года О. Е. Коцебу был назначен командиром строившегося 24-пушечного шлюпа «Предприятие», которому предстояло доставить груз на Камчатку, а затем в течение года находиться у побережья Калифорнии и Русской Америки для борьбы с контрабандистами и защиты русских поселений от возможных нападений местных племён. В 1823—1826 годах он совершил на нём своё третье кругосветное путешествие.
По возвращении, в 1826 году, О. Е. Коцебу был произведён в капитаны 2-го ранга.
Дальнейшую службу проходил в Ревеле, командовал кораблём «Император Пётр I». В 1829 году был произведён в капитаны 1-го ранга.
Из-за проблем со здоровьем, которое было подорвано в кругосветных путешествиях, подал в отставку. Последние шестнадцать лет жизни провёл в своём имении — мызе Кау (нем. Kau) под Ревелем.
Похоронен на кладбище при лютеранской Церкви Святого Николая, на территории посёлка Козе в эстонском уезде Харьюмаа.

## Брак и дети
1 декабря 1818 г. женился на Амалии Цвейг (1798-1873). Их дети:
- Вильгельмина Луиза (1819–1879), владелица Козе-Ууэмойза, жена генерал-майора Фридриха Вильгельма фон Штральборна (1796–1877)
- Фридерика Каролина Хелена (1820–1870), жена Адольфа Александра фон Вистингаузена, землевладельца мызы Вити (?-1857)
- Отто (1823–1907), владелец мызы Кау, капитан-лейтенант флота
- Петер (1827–1911;), контр-адмирал, защитник Севастополя
- Луиза Амалия (1829–1866), жена генерал-майора Фримена Якоба фон Тизенгаузена (1816–1902)
- Август (1831–1905), капитан-лейтенант
- Генриетта Паулина (1833–1916)
- Эмилия Элизабет (1835-?), жена барона Карла Морица фон Бистрама

## Память
- В честь Отто Коцебу назван открытый им залив Коцебу к востоку от Берингова пролива и улица Коцебу (эст. Kotzebue tänav) в его родном городе Таллин. От одноимённого залива получил название и город Коцебу на Аляске (США).
- Линия породы аляскинских маламутов носит название Коцебу.
- Во время поселения Филиппин мореплаватель впервые описал бабочку Pachliopta Kotzebuea или Парусник Коцебу.
- В честь О. Е. Коцебу назван атолл Коцебу [Аратика] (Тихий океан, острова Россиян, 15°30′ ю.ш., 145°30′ з.д., атолл нанесён на карту О. Е. Коцебу в 1816 году, название атоллу присвоено экспедицией Беллинсгаузена—Лазарева)[4].
- В честь О. Е. Коцебу названа гора Коцебу (Чукотское море, полуостров Аляска, 66°20′ с.ш., 165° з.д.)[4].
- В честь О. Е. Коцебу назван ручей Коцебу (Чукотское море, полуостров Аляска, 66°20′ с.ш., 165° з.д., название присвоено золотоискателями в 1908 году)[4].

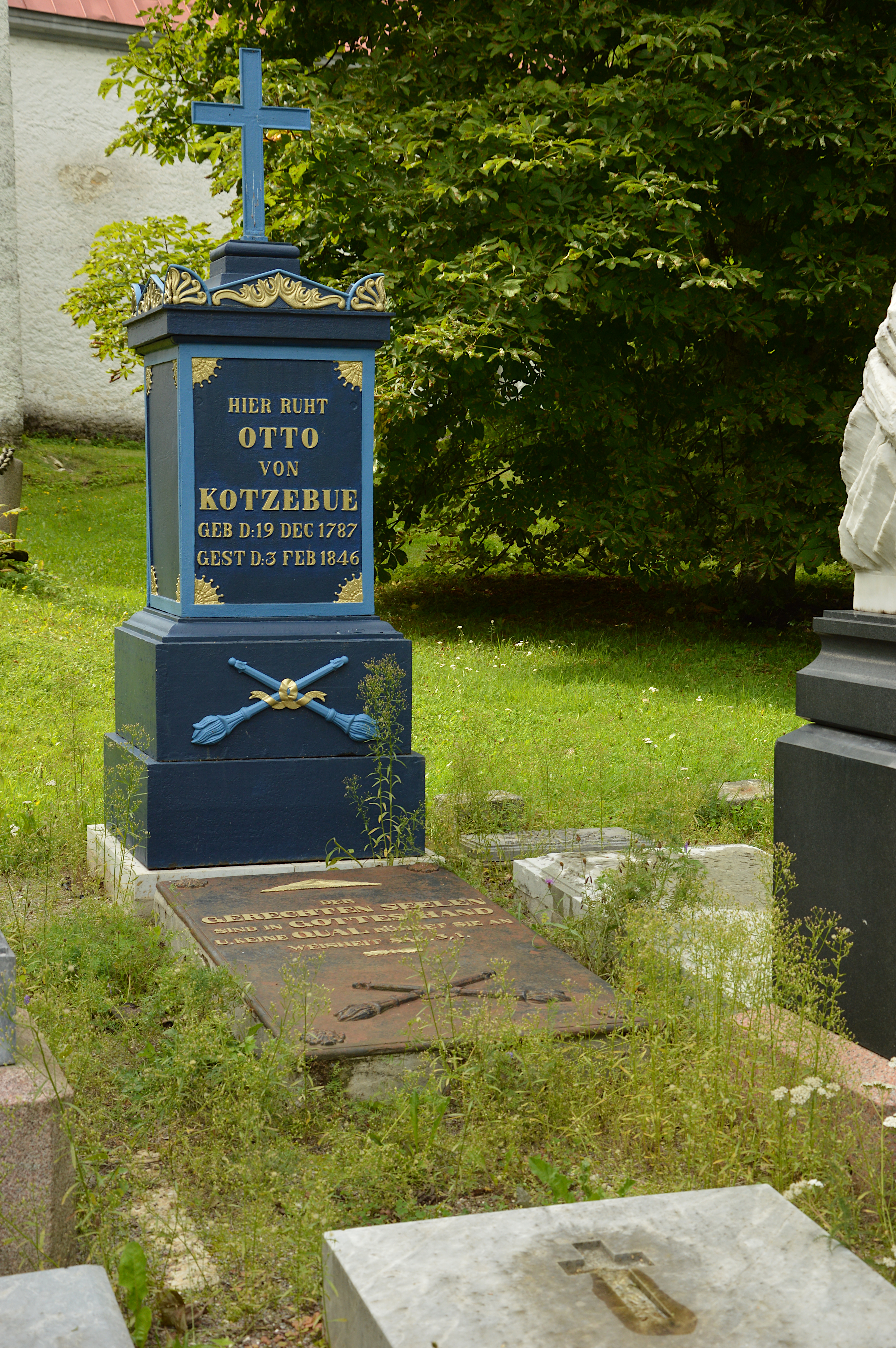
Могила в Козе (Эстония)
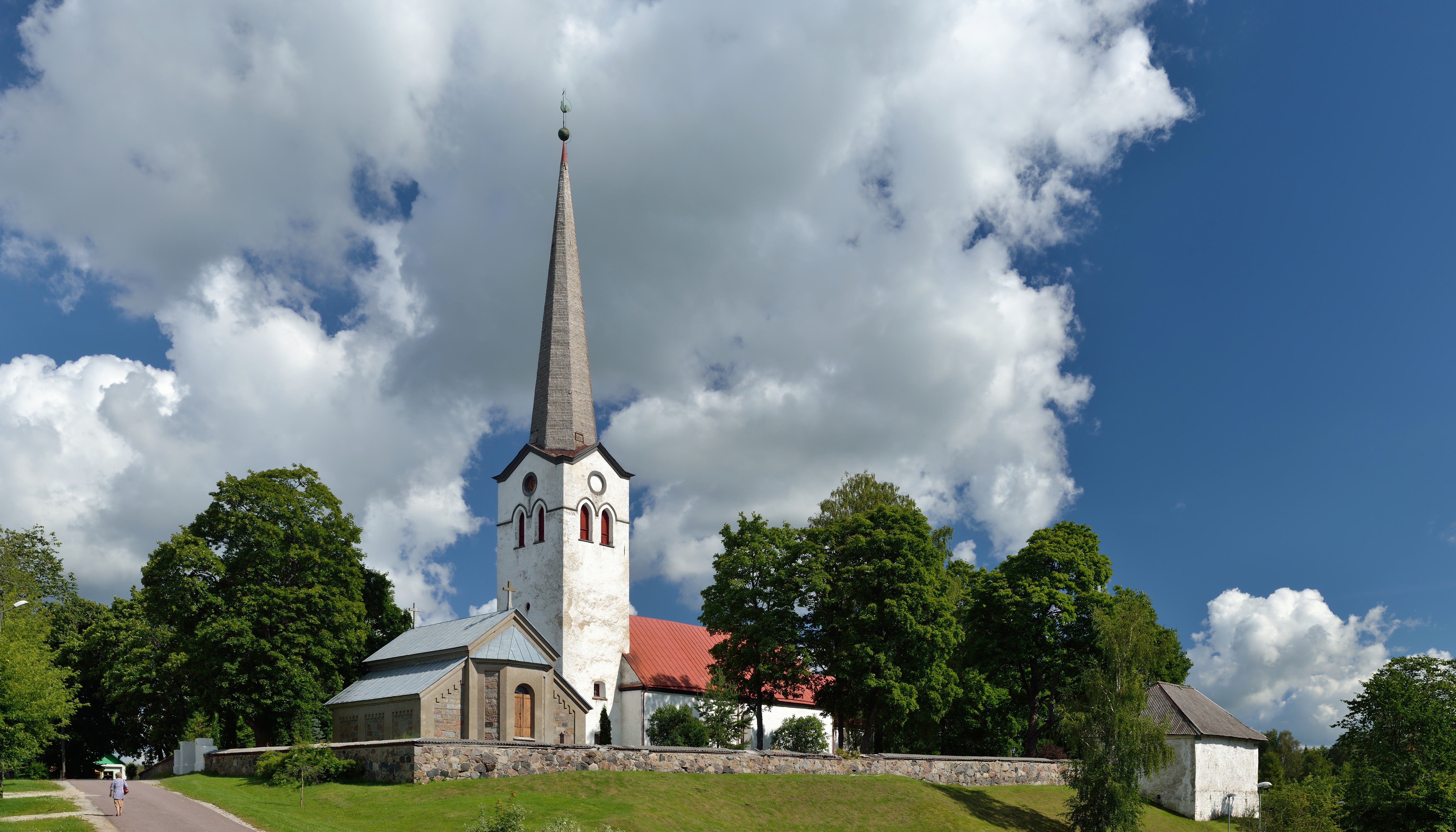
Церковь в Козе, возле которой похоронен Коцебу
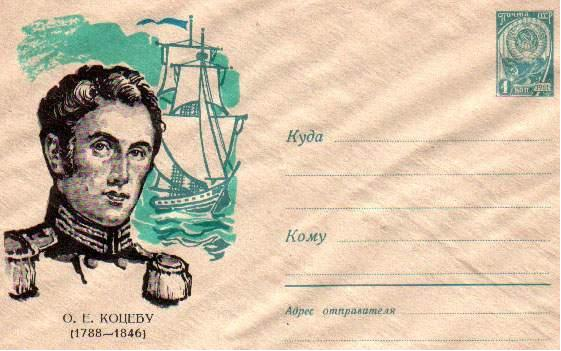
Коцебу Отто Евстафьевич на советском конверте